# Copa Libertadores da América de 1968
A Taça Libertadores da América de 1968 foi a nona edição do torneio, vencida pelo Estudiantes, da Argentina.
A equipe sagrou-se campeã derrotando o Palmeiras, do Brasil.
Vice-campeão argentino de 1967, o Estudiantes iniciava, deste modo, um período de hegemonia continental que se estenderia até 1970.

## Equipes classificadas
| País                                  | Equipe               | Cidade     | Classificação                                               | Títulos              | Participação |
| ------------------------------------- | -------------------- | ---------- | ----------------------------------------------------------- | -------------------- | ------------ |
| Argentina · (2 vagas + atual campeão) | Racing               | Avellaneda | Campeão da Copa Libertadores                                | 1 (1967)             | 3ª           |
| Argentina · (2 vagas + atual campeão) | Independiente        | Avellaneda | Campeão do Campeonato Argentino de 1967                     | 2 (1964, 1965)       | 5ª           |
| Argentina · (2 vagas + atual campeão) | Estudiantes          | La Plata   | Vice-campeão do Campeonato Argentino de 1967                | 0 (não possui)       | 1ª           |
| Bolívia · (2 vagas)                   | Jorge Wilstermann    | Cochabamba | Campeão do Campeonato Boliviano de 1967                     | 0 (não possui)       | 4ª           |
| Bolívia · (2 vagas)                   | Always Ready         | La Paz     | Vice-campeão do Campeonato Boliviano de 1967                | 0 (não possui)       | 1ª           |
| Brasil · (2 vagas)                    | Palmeiras            | São Paulo  | Campeão do Campeonato Brasileiro de 1967 (Taça Brasil)      | 0 (não possui)       | 2ª           |
| Brasil · (2 vagas)                    | Náutico              | Recife     | Vice-campeão do Campeonato Brasileiro de 1967 (Taça Brasil) | 0 (não possui)       | 1ª           |
| Chile · (2 vagas)                     | Universidad de Chile | Santiago   | Campeão do Campeonato Chileno de 1967                       | 0 (não possui)       | 5ª           |
| Chile · (2 vagas)                     | Universidad Católica | Santiago   | Vice-campeão do Campeonato Chileno de 1967                  | 0 (não possui)       | 4ª           |
| Colômbia · (2 vagas)                  | Deportivo Cali       | Cali       | Campeão do Campeonato Colombiano de 1967                    | 0 (não possui)       | 1ª           |
| Colômbia · (2 vagas)                  | Millonarios          | Bogotá     | Vice-campeão do Campeonato Colombiano de 1967               | 0 (não possui)       | 5ª           |
| Equador · (2 vagas)                   | El Nacional          | Quito      | Campeão do Campeonato Equatoriano de 1967                   | 0 (não possui)       | 1ª           |
| Equador · (2 vagas)                   | Emelec               | Guayaquil  | Vice-campeão do Campeonato Equatoriano de 1967              | 0 (não possui)       | 4ª           |
| Paraguai · (2 vagas)                  | Guaraní              | Assunção   | Campeão do Campeonato Paraguaio de 1967                     | 0 (não possui)       | 4ª           |
| Paraguai · (2 vagas)                  | Libertad             | Assunção   | Vice-campeão do Campeonato Paraguaio de 1967                | 0 (não possui)       | 1ª           |
| Peru · (2 vagas)                      | Universitario        | Lima       | Campeão do Campeonato Peruano de 1967                       | 0 (não possui)       | 5ª           |
| Peru · (2 vagas)                      | Sporting Cristal     | Lima       | Vice-campeão do Campeonato Peruano de 1967                  | 0 (não possui)       | 2ª           |
| Uruguai · (2 vagas)                   | Peñarol              | Montevidéu | Campeão do Campeonato Uruguaio de 1967                      | 3 (1960, 1961, 1966) | 8ª           |
| Uruguai · (2 vagas)                   | Nacional             | Montevidéu | Vice-campeão do Campeonato Uruguaio de 1967                 | 0 (não possui)       | 5ª           |
| Venezuela · (2 vagas)                 | Deportivo Portugués  | Caracas    | Campeão do Campeonato Venezuelano de 1967                   | 0 (não possui)       | 1ª           |
| Venezuela · (2 vagas)                 | Deportivo Galicia    | Caracas    | Vice-campeão do Campeonato Venezuelano de 1967              | 0 (não possui)       | 3ª           |

## Fase de grupos

### Grupo 1
| Equipe         | Pts | J | V | E | D | GP | GC | SG |
| -------------- | --- | - | - | - | - | -- | -- | -- |
| Estudiantes    | 11  | 6 | 5 | 1 | 0 | 12 | 3  | +9 |
| Independiente  | 5   | 6 | 2 | 1 | 3 | 8  | 10 | -2 |
| Deportivo Cali | 5   | 6 | 2 | 1 | 3 | 6  | 10 | -4 |
| Millonarios    | 3   | 6 | 1 | 1 | 4 | 6  | 9  | -3 |

|                | ELP | IND | DCA | MIL |
| -------------- | --- | --- | --- | --- |
| Estudiantes    | –   | 2-0 | 3-0 | 0-0 |
| Independiente  | 2-4 | –   | 1–1 | 3–1 |
| Deportivo Cali | 1-2 | 1-0 | –   | 1-0 |
| Millonarios    | 0-1 | 1–2 | 4-2 | –   |

### Grupo 2
| Equipe            | Pts | J | V | E | D | GP | GC | SG  |
| ----------------- | --- | - | - | - | - | -- | -- | --- |
| Universitario     | 9   | 6 | 3 | 3 | 0 | 17 | 4  | +13 |
| Sporting Cristal  | 9   | 6 | 3 | 3 | 0 | 11 | 5  | +6  |
| Jorge Wilstermann | 5   | 6 | 2 | 1 | 3 | 5  | 8  | -3  |
| Always Ready      | 1   | 6 | 0 | 1 | 5 | 2  | 18 | -16 |

|                   | UNI | SCR | JOR  | ALW |
| ----------------- | --- | --- | ---- | --- |
| Universitario     | –   | 1-1 | 5-1  | 6-0 |
| Sporting Cristal  | 2-2 | –   | 2-0  | 1–1 |
| Jorge Wilstermann | 0-0 | 0-1 | –    | 3-0 |
| Always Ready      | 0-3 | 1–4 | 1-1* | –   |

*O Jorge Wilstermann ganhou os pontos do jogo pelo fato do Always Ready ter escalado um jogador de forma irregular.

### Grupo 3
| Equipe               | Pts | J | V | E | D | GP | GC | SG |
| -------------------- | --- | - | - | - | - | -- | -- | -- |
| Universidad Católica | 9   | 6 | 4 | 1 | 1 | 11 | 7  | +4 |
| Emelec               | 7   | 6 | 2 | 3 | 1 | 5  | 4  | +1 |
| El Nacional          | 5   | 6 | 2 | 1 | 3 | 5  | 6  | -1 |
| Universidad de Chile | 3   | 6 | 1 | 1 | 4 | 6  | 10 | -4 |

|                      | UCA | EME | ELN | UCH |
| -------------------- | --- | --- | --- | --- |
| Universidad Católica | –   | 1-1 | 2-0 | 3-2 |
| Emelec               | 1-2 | –   | 0-0 | 2–1 |
| El Nacional          | 2-1 | 0-1 | –   | 3-1 |
| Universidad de Chile | 1-2 | 0-0 | 1-0 | –   |

### Grupo 4
| Equipe   | Pts | J | V | E | D | GP | GC | SG  |
| -------- | --- | - | - | - | - | -- | -- | --- |
| Peñarol  | 8   | 6 | 3 | 2 | 1 | 8  | 2  | +6  |
| Guaraní  | 7   | 6 | 2 | 3 | 1 | 8  | 7  | +1  |
| Nacional | 6   | 6 | 2 | 2 | 2 | 9  | 5  | +4  |
| Libertad | 3   | 6 | 1 | 1 | 4 | 2  | 13 | -11 |

|          | PEN | GUA | NAC | LIB |
| -------- | --- | --- | --- | --- |
| Peñarol  | –   | 2-0 | 1-0 | 4-0 |
| Guaraní  | 1-1 | –   | 2-1 | 2–0 |
| Nacional | 0-0 | 2-2 | –   | 4-0 |
| Libertad | 1-0 | 1-1 | 0-2 | –   |

### Grupo 5
| Equipe              | Pts | J | V | E | D | GP | GC | SG |
| ------------------- | --- | - | - | - | - | -- | -- | -- |
| Palmeiras           | 11  | 6 | 5 | 1 | 0 | 12 | 3  | +9 |
| Deportivo Portugués | 5   | 6 | 2 | 1 | 3 | 5  | 11 | -6 |
| Náutico*            | 4   | 6 | 2 | 2 | 2 | 7  | 8  | -1 |
| Deportivo Galicia   | 4   | 6 | 2 | 0 | 4 | 5  | 7  | -2 |

|                     | PAL | DPO  | NAU | DGA |
| ------------------- | --- | ---- | --- | --- |
| Palmeiras           | –   | 3-0  | 0-0 | 2-0 |
| Deportivo Portugués | 1-2 | –    | 1-1 | 1-0 |
| Náutico             | 1-3 | 3-2* | –   | 1-0 |
| Deportivo Galicia   | 1-2 | 2-0  | 2-1 | –   |

*O Náutico perdeu os pontos por fazer uma substituição a mais do que o permitido na época.

## Segunda fase

### Grupo 1
| Equipe        | Pts | J | V | E | D | GP | GC | SG |
| ------------- | --- | - | - | - | - | -- | -- | -- |
| Estudiantes   | 6   | 4 | 3 | 0 | 1 | 4  | 2  | +2 |
| Independiente | 4   | 4 | 2 | 0 | 2 | 7  | 3  | +4 |
| Universitario | 2   | 4 | 1 | 0 | 3 | 1  | 7  | -6 |

|               | ELP | IND | UNI |
| ------------- | --- | --- | --- |
| Estudiantes   | –   | 1-0 | 1-0 |
| Independiente | 1-2 | –   | 3-0 |
| Universitario | 1-0 | 0-3 | –   |

### Grupo 2
| Equipe              | Pts | J | V | E | D | GP | GC | SG |
| ------------------- | --- | - | - | - | - | -- | -- | -- |
| Peñarol             | 10  | 6 | 4 | 2 | 0 | 10 | 1  | +9 |
| Sporting Cristal    | 8   | 6 | 2 | 4 | 0 | 7  | 3  | +4 |
| Emelec              | 3   | 6 | 1 | 1 | 4 | 3  | 7  | -4 |
| Deportivo Portugués | 3   | 6 | 1 | 1 | 4 | 3  | 12 | -9 |

|                     | PEN | SCR | EME | DPO |
| ------------------- | --- | --- | --- | --- |
| Peñarol             | –   | 1-1 | 1-0 | 4-0 |
| Sporting Cristal    | 0-0 | –   | 1–1 | 2-0 |
| Emelec              | 0-1 | 0-2 | –   | 2-0 |
| Deportivo Portugués | 0-3 | 1–1 | 2-0 | –   |

### Grupo 3
| Equipe               | Pts | J | V | E | D | GP | GC | SG |
| -------------------- | --- | - | - | - | - | -- | -- | -- |
| Palmeiras            | 6   | 4 | 3 | 0 | 1 | 7  | 4  | +3 |
| Guaraní              | 4   | 4 | 2 | 0 | 2 | 7  | 7  | 0  |
| Universidad Católica | 2   | 4 | 1 | 0 | 3 | 6  | 9  | -3 |

|                      | PAL | GUA | UCA |
| -------------------- | --- | --- | --- |
| Palmeiras            | –   | 2-1 | 4-1 |
| Guaraní              | 2-0 | –   | 3-1 |
| Universidad Católica | 0-1 | 4-1 | –   |

## Fases finais
Em itálico, os times que possuem o mando de campo no primeiro jogo do confronto e em negrito os times classificados.

### Esquema
|  | Semifinais  | Semifinais  | Semifinais | Semifinais |           |   | Final | Final | Final | Final |
|  |             |             |            |            |           |   |       |       |       |       |
|  |             |             |            |            |           |   |       |       |       |       |
|  |             |             |            |            |           |   |       |       |       |       |
|  | Palmeiras   | 1           | 2          | -          |           |   |       |       |       |       |
|  | Palmeiras   | 1           | 2          | -          |           |   |       |       |       |       |
|  | Peñarol     | 0           | 1          | -          |           |   |       |       |       |       |
|  | Peñarol     | 0           | 1          | -          | Palmeiras | 1 | 3     | 0     |       |       |
|  |             |             |            |            | Palmeiras | 1 | 3     | 0     |       |       |
|  |             | Estudiantes | 2          | 1          | 2         |   |       |       |       |       |
|  | Racing      | Estudiantes | 2          | 1          | 2         | 2 | 0     | 1     |       |       |
|  | Racing      |             |            |            |           | 2 | 0     | 1     |       |       |
|  | Estudiantes | 0           | 3          | 1          |           |   |       |       |       |       |
|  | Estudiantes | 0           | 3          | 1          |           |   |       |       |       |       |

## Semi-final

### Chave A
| Time      | Pts | J | V | E | D | GP | GC | SG |
| --------- | --- | - | - | - | - | -- | -- | -- |
| Palmeiras | 4   | 2 | 2 | 0 | 0 | 3  | 1  | +2 |
| Peñarol   | 0   | 2 | 0 | 0 | 2 | 1  | 3  | -2 |

| Data  | Partida   | Partida | Partida   | Público | Estádio    | Cidade     |
| ----- | --------- | ------- | --------- | ------- | ---------- | ---------- |
| 18/04 | Palmeiras | 1-0     | Peñarol   | 35.000  | Pacaembu   | São Paulo  |
| 23/04 | Peñarol   | 1-2     | Palmeiras | 40.570  | Centenário | Montevidéu |

### Chave B
| Time        | Pts | J | V | E | D | GP | GC | SG |
| ----------- | --- | - | - | - | - | -- | -- | -- |
| Estudiantes | 3   | 3 | 1 | 1 | 1 | 4  | 3  | +1 |
| Racing      | 3   | 3 | 1 | 1 | 1 | 3  | 4  | -1 |

| Data           | Partida     | Partida | Partida     | Público | Estádio             | Cidade       |
| -------------- | ----------- | ------- | ----------- | ------- | ------------------- | ------------ |
| 18/04          | Racing      | 2-0     | Estudiantes | 45.000  | El Cilindro         | Avellaneda   |
| 24/04          | Estudiantes | 3-0     | Racing      | 45.000  | Jorge Luis Hirschi  | La Plata     |
| Jogo Desempate |             |         |             |         |                     |              |
| 27/04          | Racing      | 1-1     | Estudiantes | 50.000  | Monumental de Núñez | Buenos Aires |

## Final
| Time        | Pts | J | V | E | D | GP | GC | SG |
| ----------- | --- | - | - | - | - | -- | -- | -- |
| Estudiantes | 4   | 3 | 2 | 0 | 1 | 5  | 4  | +1 |
| Palmeiras   | 2   | 3 | 1 | 0 | 2 | 4  | 5  | -1 |

jodo de ida
| 2 de maio de 1968 | Estudiantes            | 2 – 1 | Palmeiras   | Estádio Jorge Luis Hirschi, La Plata    |
|                   | Verón 83' · Flores 88' |       | Servílio 6' | Público: 35 000 Árbitro: Esteban Marino |

Estudiantes: Poletti, Fucenecco, Spadaro, Madero e Malbernat; Bilardo e Pachamé; Flores, Ribaudo (Lavezzi), Conigliaro e Verón. Técnico: Osvaldo Zubeldía
Palmeiras: Valdir de Moraes, Baldocchi, Osmar, Geraldo e Ferrari; Dudu e Ademir da Guia; Servílio, Tupãzinho, Suingue e Rinaldo. Técnico: Alfredo González
jogo de volta
| 7 de maio de 1968 | Palmeiras                              | 3 – 1 | Estudiantes | Estadio do Pacaembu, São Paulo           |
|                   | Tupãzinho 6', 43' · Rinaldo 78' (pen.) |       | Verón 36'   | Público: 40 000 Árbitro: Domingo Massaro |

Palmeiras: Valdir de Moraes (Pérez), Baldocchi, Osmar, Geraldo e Ferrari; Dudu e Ademir da Guia; Servílio (China), Tupãzinho, Suingue e Rinaldo. Técnico: Alfredo González
Estudiantes: Poletti, Spadaro, Fucenecco, Madero e Malbernat; Bilardo e Pachamé; Flores (Togneri), Ribaudo, Conigliaro e Verón. Técnico: Osvaldo Zubeldía
jogo de desempate
| 16 de maio de 1968 | Estudiantes             | 2 – 0 | Palmeiras | Estadio Centenario, Montevidéu        |
|                    | Ribaudo 13' · Verón 82' |       |           | Público: 55 000 Árbitro: César Orozco |

Estudiantes: Poletti, Ramón Aguirre, Madero e Malbernat; Pachamé, Medina e Bilardo; Flores, Ribaudo, Conigliaro e Verón. Técnico: Osvaldo Zubeldía
Palmeiras: Valdir de Moraes, Baldocchi, Osmar, Geraldo e Ferrari; Dudu e Ademir da Guia; Servílio (China), Tupãzinho, Suingue e Rinaldo. Técnico: Alfredo González

## Classificação Geral
| Pos | Times                | P  | J  | V  | E | D | GP | GC | SG  | Resultado     |
| --- | -------------------- | -- | -- | -- | - | - | -- | -- | --- | ------------- |
| 1   | Estudiantes          | 24 | 16 | 11 | 2 | 3 | 25 | 12 | +13 | Campeão       |
| 2   | Palmeiras            | 23 | 15 | 11 | 1 | 3 | 26 | 13 | +13 | Vice campeão  |
| 3   | Peñarol              | 18 | 14 | 7  | 4 | 3 | 19 | 6  | +13 | Semifinal     |
| 4   | Racing               | 3  | 3  | 1  | 1 | 1 | 3  | 4  | -1  | Semifinal     |
| 5   | Sporting Cristal     | 17 | 12 | 5  | 7 | 0 | 18 | 8  | +10 | Segunda Fase  |
| 6   | Universitario        | 11 | 10 | 4  | 3 | 3 | 18 | 11 | +7  | Segunda Fase  |
| 7   | Universidad Católica | 11 | 10 | 5  | 1 | 4 | 17 | 16 | +1  | Segunda Fase  |
| 8   | Guaraní              | 11 | 10 | 4  | 3 | 3 | 15 | 14 | +1  | Segunda Fase  |
| 9   | Emelec               | 10 | 12 | 3  | 4 | 5 | 8  | 11 | -3  | Segunda Fase  |
| 10  | Nacional             | 6  | 6  | 2  | 2 | 2 | 9  | 5  | +4  | Segunda Fase  |
| 11  | El Nacional          | 5  | 6  | 2  | 1 | 3 | 5  | 6  | -1  | Segunda Fase  |
| 12  | Independiente        | 9  | 10 | 4  | 1 | 5 | 15 | 13 | +2  | Primeira Fase |
| 13  | Deportivo Portugués  | 8  | 12 | 3  | 2 | 7 | 8  | 23 | -15 | Primeira Fase |
| 14  | Jorge Wilstermann    | 5  | 6  | 2  | 1 | 3 | 5  | 8  | -3  | Primeira Fase |
| 15  | Deportivo Cali       | 5  | 6  | 2  | 1 | 3 | 6  | 10 | -4  | Primeira Fase |
| 16  | Náutico              | 4* | 6  | 2  | 2 | 2 | 7  | 8  | -1  | Primeira Fase |
| 17  | Deportivo Galicia    | 4  | 6  | 2  | 0 | 4 | 5  | 7  | -2  | Primeira Fase |
| 18  | Millonarios          | 3  | 6  | 1  | 1 | 4 | 6  | 9  | -3  | Primeira Fase |
| 19  | Universidad de Chile | 3  | 6  | 1  | 1 | 4 | 6  | 10 | -4  | Primeira Fase |
| 20  | Libertad             | 3  | 6  | 1  | 1 | 4 | 2  | 13 | -11 | Primeira Fase |
| 21  | Always Ready         | 1  | 6  | 0  | 1 | 5 | 2  | 18 | -16 | Primeira Fase |

## Premiação
| Libertadores da América de 1968 |
| Argentina                       |
| ------------------------------- |
| ESTUDIANTES Campeão (1° título) |